# James Beattie (poète)
Pour les articles homonymes, voir James Beattie et Beattie.
James Beattie est un écrivain écossais du XVIIIe siècle. Né le 25 octobre 1735 à Laurencekirk, mort le 18 août 1803 à Aberdeen, il était notamment poète et commentateur.

## Biographie
Fils de fermier, Beattie effectue sa scolarité à l'université d'Aberdeen. Il y devient professeur de philosophie morale en 1760, grâce à l'influence du docteur Robert Arbuthnot de Haddo, dont il est un ami intime. En 1765, il se fait connaître par la publication d'un volume de poèmes, Le jugement de Paris (The Judgment of Paris). Ses travaux les plus connus sont :
1. son Essai sur la nature et l'immuabilité de la vérité (1770), une réponse au scepticisme philosophique de David Hume et George Berkeley. Beattie y développe une conception substancialiste de la vérité, comprise comme essence immuable et insensible plutôt que comme devenir. Long, batailleur, rempli d'attaques ad hominem contre les deux philosophes[1], l'essai remporte un succès immédiat et vaut à son auteur d'être introduit auprès de George III. Ce contact unique permettra à Beattie de gagner une pension de 200 livres par an, ainsi que le diplôme de Doctor of laws à Oxford ;
2. son poème Le Ménestrel, publié en deux parties (la première en 1771 et la seconde en 1774). Le livre est favorablement reçu par la critique et notamment loué par Samuel Johnson pour ses qualités esthétiques.

Beattie s'est plusieurs fois prononcé contre l'esclavage, notamment dans son Essai sur la Nature et l'Immuabilité de la Vérité et dans ses Éléments de science morale.
William Forbes a publié à Londres en 1806 une notice sur sa vie et ses écrits, deux ans après la parution d'une ébauche de biographie par Alexander Bower.

## Œuvres

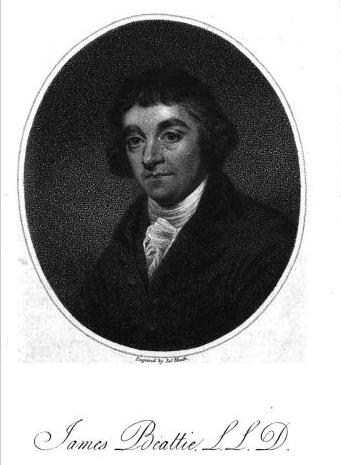
Portrait de James Beattie par James Heath.

- Original Poems and Translations (1760)
- Le jugement de Paris (1765)
- Poems on Several Subjects (1766)
- Essai sur la nature et l'immuabilité de la vérité (1770)
- Le Ménestrel ou le progrès du génie (1771/2), en deux volumes
- Essais sur la nature et l'immuabilité de la vérité contre le sophisme et le scepticisme, sur la poésie et la musique, sur le rire, sur l'utilité de l'apprentissage classique (1776)
- Essais sur la poésie (1778)
- Scoticisms, Arranged in Alphabetical Order, Designed to Correct Improprieties of Speech and Writing (1779)
- Poems on several occasions (1780)
- Dissertations Moral and Critical (1783)
- The Evidence of the Christian Religion Briefly and Plainly Stated (1786) en deux volumes
- The theory of language. Part I. Of the origin and general nature of speech. Part II. Of universal grammar (1788)
- Éléments de science morale (1790-1793) en deux volumes
- The Poetical Works of James Beattie (1831) édité par A. Dyce
- The poetical works of Beattie, Blair, and Falconer (1868) édité par Charles C. Clarke
- James Beattie's Day-Book, 1773-1778 (1948) édité par R. S. Walker
- James Beattie's Diary (1948) édité par R. S. Walker